# Эркель, Шандор
Шандор Эркель (венг. Erkel Sándor, также Александр Эркель, нем. Alexander Erkel; 2 января 1846, Буда — 14 октября 1900, Бекешчаба) — венгерский дирижёр и композитор. Младший сын Ференца Эркеля.
Учился у своего отца, затем в 1856—1861 гг. у Михая Мошоньи. Дебютировал в оркестре Национального театра как литаврист, на премьере оперы своего отца «Бан Банк» (1861) играл на цимбалах. С 1865 года работал в Национальном театре как хормейстер, с 1868 года как дирижёр, в 1876—1884 гг. руководил оперным отделением Национального театра, в 1884—1886 гг. — выделившимся из него Оперным театром. Среди важнейших работ в его оперном репертуаре — «Волшебная флейта» Моцарта, «Аида» и «Отелло» Верди, «Мефистофель» Бойто, «Паяцы» Леонкавалло, «Король Иштван» и «Георгий Бранкович» Эркеля-старшего. Одновременно с 1875 года и до конца жизни возглавлял Будапештский филармонический оркестр. В 1881 году дирижировал премьерой Второго фортепианного концерта Иоганнеса Брамса (солировал автор). После 1886 года, в результате более прохладных отношений с последующими директорами Оперного театра, дирижировал меньше, особенно после перенесённых в 1892 и 1893 гг. инсультов. В 1900 году вышел на пенсию и вскоре умер от очередного инсульта.
Композиторское наследие Эркеля-младшего очень невелико. В 1865 году он написал свою единственную оперу «Чобанц» (венг. Csobánc, по мотивам одноимённого произведения Шандора Кишфалуди), Карой Ваднай оценил её как не уступающую по таланту сочинениям его отца; на сцене Национального театра были представлены только первые два действия оперы, но увертюра к ней в дальнейшем исполнялась в концертах. Ещё более ранняя увертюра Эркеля-сына, так называемая «Венгерская», была исполнена в 1862 году в рамках торжеств по случаю 25-летия Национального театра. Ему принадлежит ещё несколько оркестровых и хоровых сочинений.